# Vlastimil Hála
Vlastimil Hála (* 7. Juli 1924 in Souš; † 29. Juli 1985 in Prag) war ein tschechoslowakischer Jazz- und Unterhaltungsmusiker (Trompete, Arrangement, Komposition) und Kulturmanager.

## Leben und Wirken
Hála studierte wie sein jüngerer Bruder Kamil Hála zunächst an der Handelsakademie, erhielt seine musikalische Ausbildung in Jazzkursen der Musikergewerkschaft und absolvierte ein Praktikum in London. Als Trompeter begann er nach dem Zweiten Weltkrieg mit seiner Band Swing Stars zu spielen. Zwischen 1947 und 1964 war er Mitglied des Orchesters von Karel Vlach. Für dieses Orchester begann er zu komponieren und zu arrangieren; seine musikalische Ausbildung ergänzte er dafür durch Privatunterricht beim Komponisten Jan Rychlík. Er schrieb mehrere Bigband-Kompositionen im Jazzstil und begann auch für die Sänger Rudolf Cortés, Milan Chladil und Yvetta Simonová zu komponieren, die mit dem Orchester Karel Vlach sangen. Weiterhin schrieb er für die Sänger der nächsten Generation, Karel Gott, Eva Pilarová und Helena Vondráčková.
Ein wichtiger Teil von Hálas Schaffen wurde die Schauspielmusik für Theater; so arbeitete er gelegentlich mit dem ABC-Theater zusammen. Gemeinsam mit dem Dramaturgen Vratislav Blažek schrieb er das Musical Scheherazade, das 1967 uraufgeführt wurde. Zusammen mit Jan Rychlík schrieb er die Filmmusik für die Komödie Cirkus bude! (1954). Gemeinsam mit Rychlík, später auch mit Jiří Baur, komponierte Hála dann auch für weitere Filme. Seit der Mitte der 1950er Jahre gehörte er zu den bedeutenden tschechoslowakischen Komponisten für Theater und Film; später entstanden die Soundtracks für die Filme Svetáci (1969) und I Killed Einstein, Gentlemen (1970).
Zwischen 1963 und 1984 wirkte er als Musikdirektor des Tschechoslowakischen Rundfunks (Československý rozhlas). Gemeinsam mit Rychlík bzw. Jirí Bazant und Jirí Malásek verfasste er zudem die Musik für die Filmmusicals Hopfenpflücker (1964), Limonaden-Joe (1964) und Die Dame auf den Schienen (Dáma na kolejích) (1966), für die er mehrfach ausgezeichnet wurde und deren Lieder bis heute bekannt geblieben sind. Er komponierte auch für das Fernsehen, beispielsweise die Erkennungsmelodie für die Serie Pan Tau (1970).
Weiterhin fungierte Hála als Vorsitzender der Kommission für Jazzmusik im Rahmen des Verbandes tschechischer Komponisten und Konzertkünstler. Er verfasste zudem das Buch Základy aranžování moderní populární hudby (Grundlagen des Arrangierens moderner Popmusik, 1980). Anlässlich seines 60. Geburtstages erhielt er den Titel „Verdienter Künstler“ (1984) verliehen. Die Musiker Jan Hála und Jiří Hála sind seine Söhne.

## Filmografie
- 1954: Cirkus bude!
- 1958: Hvězda jede na jih
- 1960: O místo na slunci (Kurzfilm)
- 1962: Prázdniny s Minkou
- 1964: Hopfenpflücker (Starci na chmelu)
- 1964: Limonaden-Joe (Limonádový Joe aneb Koňská opera)
- 1966: Die Dame auf den Schienen (Dáma na kolejích)
- 1967: Happy End
- 1969: Světáci
- 1970: I Killed Einstein, Gentlemen (Zabil jsem Einsteina, panove)
- 1970: Čtyři vraždy stačí, drahoušku
- 1972: Sechs Bären und ein Clown (Šest medvědů s Cibulkou)
- 1978: Balada pro banditu